# Мальчевский, Анатолий Иванович
Анатолий Иванович Мальчевский — бывший генеральный директор Киевского производственного объединения «Киевхимволокно». Заслуженный работник промышленности СССР.

## Биография
Родился в селе Демешково.
В 1953 окончил Днепропетровский химико-технологический институт. После окончания института работал на заводе ДнепрАзот.
С 1964 года работал в Госкомитете Совета министров Украинской ССР по науке и технике, Министерстве химической промышленности и институте ВНИИ «Химпроект».
На протяжении 25 лет являлся директором Киевского производственного объединения «Химволокно».
В 1966 году А. Мальчевский и коллектив Киевского комбината «Киевхимволокно» награждены орденом Трудового Красного Знамени (1966).
1970 по 1977 под руководством Мальчевского впервые в истории СССР был разработан и освоен выпуск струн для теннисных и бадминтоновых ракеток. Производственная мощность по выпуску струн была доведена до 20 тонн в год, в том числе для теннисных ракеток 13 тонн в год.
Обладатель десятков патентов СССР и независимой Украины. В 1987 году стал обладателем патента и авторского свидетельства на фильтровальную ткань, а именно на способ получения ткани из синтетических нитей (Номер в базе патентов СССР: 1450845).
В 1990 году Президиум Верховного Совета СССР указом Михаила Горбачёва вручил Анатолию Ивановичу почётное званые Заслуженного работника промышленности СССР и почетную грамоту Президиума Верховного Совета СССР.

## Книги
От рассвета до заката : Киевское ПО «Химволокно» / [Мальчевський А. И., Вербицкая С. С., Бажанова В. И. и др.]. — К. : Новий друк, 2010. — 89 с. ; 20 см. — 500 экз. — ISBN 978-966-8527-88-3. — [2010-22020] УДК 658.114.3:677](477-25)(091) ББК 37.23г(4Укр-2К) О-80.